# Josef Alfons Traxl
Josef Alfons Traxl (* 31. Mai 1900 in Zürich; † 24. August 1941 im KZ Buchenwald) war Bürger Österreichs, homosexuell und lebte seit seiner Geburt bis zu seiner Ausschaffung bzw. Abschiebung aus der Schweiz nach Österreich am 17. Juli 1937 wegen vorgeworfener Unzucht und wegen mehrmaligen „Bannbruchs“ und „Landesverweisungsbruchs“ in seiner Geburtsstadt Zürich.

## Leben
Traxl wurde als Sohn eines Österreichers, der beim städtischen Tiefbauamt als Aufseher tätig war, geboren. Der Vater starb 1920; über die Mutter oder mögliche Geschwister ist wenig bekannt. Traxl besuchte sieben Jahre die Grund- und zwei Jahre die Sekundarschule in Zürich. Danach absolvierte er ab Mai 1916 für zwei Monate eine kaufmännische Ausbildung, brach diese jedoch ohne Abschluss ab und arbeitete danach als „Maurerhandlanger“. 1918 habe er sich erfolglos bei der Post- und Telegraphendirektion (Vorläufer der PTT, heute Schweizerische Post und Swisscom) beworben, wo er als Ausländer nicht arbeiten durfte, was ihm einen Schlag ins Gesicht versetzt habe, da er sich zeit seines Lebens als „patriotischer Schweizer“ verstand.
Er war gemäß dem Stadtzürcher Einwohneramt heimatberechtigt in Strengen, im heutigen Bundesland Tirol, in Österreich – oder wie die Behörde ihn erfasste: „Deutschlandost“. Zum Zeitpunkt dieser Erfassung in der Karteikarte im Jahre 1921 war er den Polizeibehörden bereits als Homosexueller bekannt, die ihn deswegen erstmals des Landes verwiesen.
Wegen „Wiederbetretung der Schweiz“ wurde er mehrmals aufgegriffen und inhaftiert. 1925 erhielt er einen formellen Landesverweis. Die Polizeidirektion begründet ihn damit, dass er „ein unverbesserlicher arbeitsscheuer Taugenichts [ist], der als Strichjunge ein lasterhaftes Leben führt und sich in ekelhafter Weise den Homosexuellen zur Unzucht hingibt.“
Schließlich vermerkte die Behörde am 9. Februar 1937, dass Traxl zum vierten Mal wegen Übertretung der Ausweisung in der Schweiz aufgegriffen worden sei und sich in Untersuchungshaft befinde. Auf deren Aufforderung hin schrieb er einen eigenhändig und in Schreibschrift verfassten Lebenslauf, der nähere Einblicke in das ansonsten nur von polizeilicher Seite dokumentierte Leben ermöglicht.
Am 17. Juli 1937 wurde er das letzte Mal an der schweizerisch-österreichischen Grenze ausgesetzt, ohne dass ihn die entsprechende österreichische Polizeibehörde in Empfang nahm.
Danach verliert sich seine Spur, bis er im KZ Buchenwald als homosexueller Insasse mit der Häftlingsnummer 7720, der den Rosa Winkel (ein rosa Dreieck mit dem Spitz nach unten, das später zu einem Symbol der Schwulenbewegung werden sollte) auf der KZ-Häftlingskleidung tragen musste, nachgewiesen werden kann, wohin ihn die NS-Behörden nach dem Anschluss Österreichs ans Dritte Reich vom 12. März 1938 verfrachteten und wo er am 24. August 1941 umkam.

## Stolpersteine

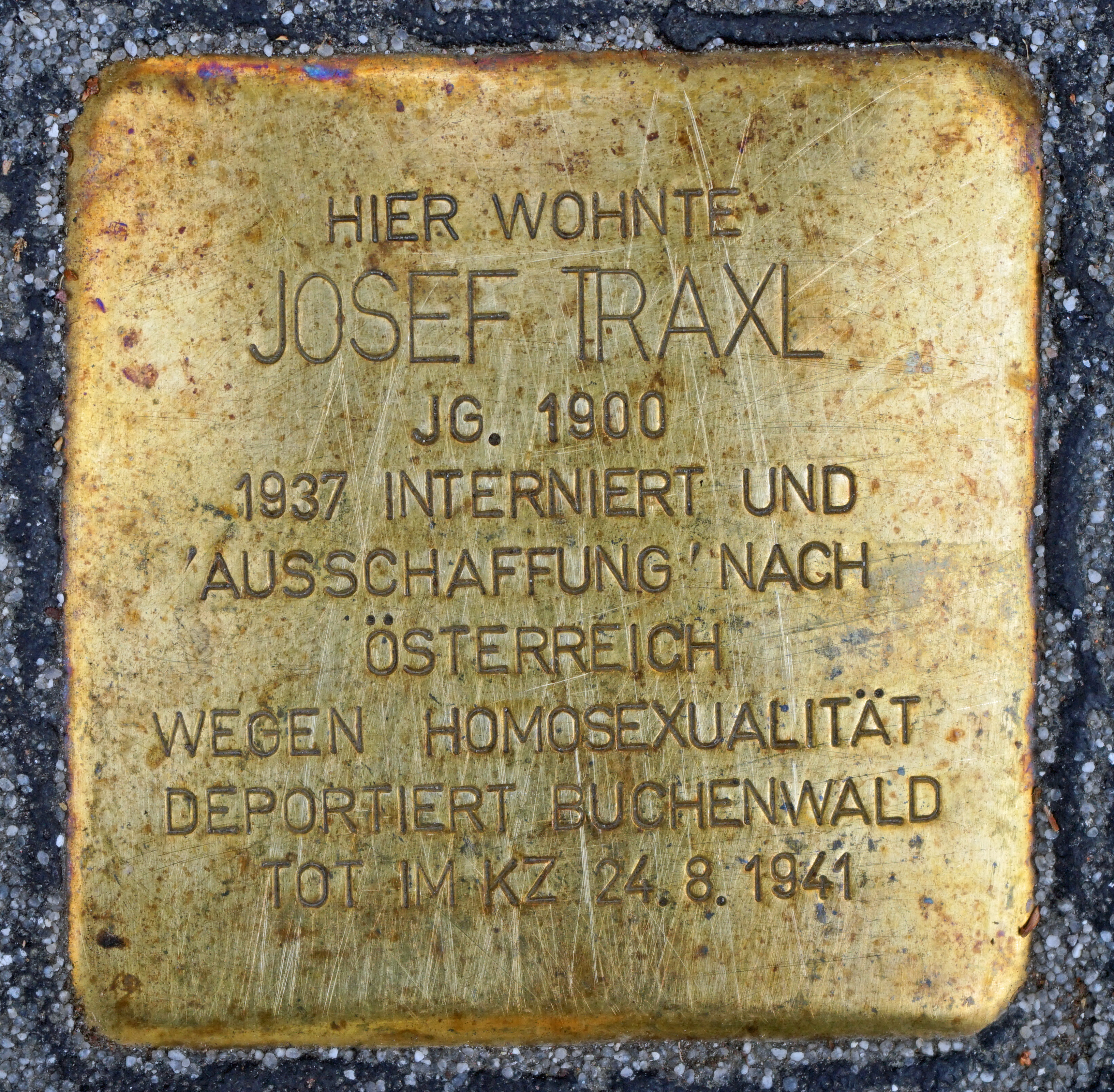
Stolperstein für Josef Traxl vor seinem Elternhaus in Zürich

Im Rahmen des Projekts Stolpersteine und in Gedenken an ihn und seiner Ermordung im KZ Buchenwald wurde am 27. November 2020 ein Stolperstein vor dem Elternhaus an der Schöntalstrasse 22 in Zürich gesetzt.